# Around the World (La La La La La)
«Around the World (La La La La La)» es el sencillo debut del grupo alemán de eurodance ATC (A Touch of Class). La canción es una versión del éxito ruso «Pesenka» de Ruki Vverkh! y utiliza la melodía de la canción con letras adicionales en inglés. Ambas canciones presentan la frase «la la la la la» en formato de llamada y respuesta. Lanzada en mayo de 2000, la canción es el sencillo más exitoso de ATC y alcanzó el top 20 en la mayoría de los países donde fue lanzada.

## Antecedentes y lanzamiento
«Around the World (La La La La La)» fue lanzada como el sencillo debut de ATC de su álbum debut, Planet Pop, el 22 de mayo de 2000 en Alemania. Fue producida y grabada por el productor alemán Alex Christensen con su melodía basada casi en su totalidad en «Pesenka». El sencillo alcanzó el número uno en la Listas de GfK Entertainment durante seis semanas en 2000. También alcanzó el número uno en Austria, Polonia, Rumania y Suiza y el top 10 en Bélgica, Canadá, Dinamarca, Finlandia, Hungría, Países Bajos y Suecia.
El 6 de noviembre de 2000, la canción fue lanzada en el Reino Unido pero no llegó a las listas. En agosto de 2002, fue reeditado en una versión recién remezclada, alcanzando el puesto 15 en la lista de sencillos del Reino Unido. En los Estados Unidos, «Around the World (La La La La La)» se transmitió a las estaciones de radio el 16 de enero de 2001 y alcanzó el puesto 28 en la lista Billboard Hot 100.

## Video musical
El videoclip de «Around the World» se grabó en 1999 y parte del mismo se filmó en un túnel peatonal cerca del Internationales Congress Centrum Berlin, en Berlín.
En el vídeo aparece un Melkus RS 1000 amarillo con una matrícula azul que contiene el texto «ATC». Se presenta tanto como coche de slot en miniatura como original. Se le ve a la deriva y corriendo por el túnel. En una escena, dos chicas están sentadas sobre el capó mientras conduce. Entre tomas del auto en movimiento, se puede ver a los miembros del grupo bailando en una pequeña habitación sobre una pequeña plataforma rodeada de agua.

## Lista de canciones
| Sencillo CD 1 (Europa) |                                                     |          |  |
| N.º                    | Título                                              | Duración |  |
| 1.                     | «Around the World (La La La La La)» (radio version) | 3:35     |  |
| 2.                     | «Around the World (La La La La La)» (acoustic mix)  | 3:20     |  |

| Sencillo CD 2 (Europa) |                                                     |          |  |
| N.º                    | Título                                              | Duración |  |
| 1.                     | «Around the World (La La La La La)» (radio version) | 3:35     |  |
| 2.                     | «Around the World (La La La La La)» (club mix)      | 5:37     |  |

| Maxi CD (Europa)/Sencillo CD (Australia) |                                                                   |          |  |
| N.º                                      | Título                                                            | Duración |  |
| 1.                                       | «Around the World (La La La La La)» (radio version)               | 3:35     |  |
| 2.                                       | «Around the World (La La La La La)» (alternative radio version)   | 3:31     |  |
| 3.                                       | «Around the World (La La La La La)» (acoustic mix)                | 3:20     |  |
| 4.                                       | «Around the World (La La La La La)» (Rüegsegger#Wittwer club mix) | 5:37     |  |
| 5.                                       | «World in Motion»                                                 | 3:31     |  |

| Sencillo Maxi CD remixes (Europa) |                                                                         |          |  |
| N.º                               | Título                                                                  | Duración |  |
| 1.                                | «Around the World (La La La La La)» (Rüegsegger#Wittwer club mix—short) | 3:44     |  |
| 2.                                | «Around the World (La La La La La)» (RNT mix)                           | 3:08     |  |
| 3.                                | «Around the World (La La La La La)» (extended club mix)                 | 4:58     |  |
| 4.                                | «Around the World (La La La La La)» (Triage club mix)                   | 5:10     |  |

| Sencillo 12" (Estados Unidos) |                                                                   |          |  |
| N.º                           | Título                                                            | Duración |  |
| 1.                            | «Around the World (La La La La La)» (album version)               | 3:35     |  |
| 2.                            | «Around the World (La La La La La)» (Rüegsegger#Wittwer club mix) | 5:37     |  |
| 3.                            | «Around the World (La La La La La)» (RNT mix)                     | 3:08     |  |
| 4.                            | «Around the World (La La La La La)» (extended club mix)           | 4:58     |  |
| 5.                            | «Around the World (La La La La La)» (Triage club mix)             | 5:10     |  |
| 6.                            | «Around the World (La La La La La)» (acoustic mix)                | 3:20     |  |

| Sencillo CD (Reino Unido) |                                                         |          |  |
| N.º                       | Título                                                  | Duración |  |
| 1.                        | «Around the World (La La La La La)» (2002 single mix)   | 3:37     |  |
| 2.                        | «Around the World (La La La La La)» (acoustic mix)      | 3:21     |  |
| 3.                        | «Around the World (La La La La La)» (Almighty mix)      | 7:13     |  |
| 4.                        | «Around the World (La La La La La)» (2002 extended mix) | 4:41     |  |
| 5.                        | «Around the World (La La La La La)» (video)             |          |  |

| Sencillo Casete (Reino Unido) |                                                         |          |  |
| N.º                           | Título                                                  | Duración |  |
| 1.                            | «Around the World (La La La La La)» (2002 single mix)   | 3:37     |  |
| 2.                            | «Around the World (La La La La La)» (acoustic mix)      | 3:21     |  |
| 3.                            | «Around the World (La La La La La)» (Almighty mix)      | 7:13     |  |
| 4.                            | «Around the World (La La La La La)» (2002 extended mix) | 4:41     |  |

## Posicionamiento en listas
| Lista (2000-2002)                             | Mejor posición |
| --------------------------------------------- | -------------- |
| Australia (ARIA)                              | 11             |
| Austria (Ö3 Austria Top 40)                   | 1              |
| Bélgica (Flandes) (Ultratop 50)               | 10             |
| Bélgica (Valonia) (Ultratop 50)               | 10             |
| Canadá (Nielsen SoundScan)                    | 10             |
| Croacia (HRT)                                 | 4              |
| República Checa (IFPI)                        | 15             |
| Dinamarca (IFPI)                              | 2              |
| Unión Europea (Eurochart Hot 100)             | 5              |
| Finlandia (OFC)                               | 7              |
| Francia (SNEP)                                | 12             |
| Alemania (Offizielle Deutsche Charts)         | 1              |
| Hungría (Mahasz)                              | 2              |
| Irlanda (IRMA)                                | 24             |
| Ireland Dance (IRMA)                          | 3              |
| Italia (FIMI)                                 | 16             |
| Países Bajos (Dutch Top 40)                   | 4              |
| Países Bajos (Mega Single Top 100)            | 5              |
| Polonia (Music & Media)                       | 3              |
| Polonia (Polish Airplay Charts)               | 1              |
| Rumania (Romanian Top 100)                    | 1              |
| Escocia (Scottish Singles Sales Chart)        | 11             |
| Suecia (Sverigetopplistan)                    | 8              |
| Suiza (Schweizer Hitparade)                   | 1              |
| Reino Unido (UK Singles Chart)                | 15             |
| Estados Unidos (Billboard Hot 100)            | 28             |
| Estados Unidos (Mainstream Top 40 Billboard)  | 12             |
| Estados Unidos (Maxi-Singles Sales Billboard) | 34             |
| Estados Unidos (Rhythmic Top 40 Billboard)    | 24             |
| Estados Unidos (Top 40 Tracks Billboard)      | 12             |

| Lista (2000)                                 | Posición |
| -------------------------------------------- | -------- |
| Austria (Ö3 Austria Top 40)                  | 6        |
| Bélgica (Ultratop 50 Flanders)               | 63       |
| Bélgica (Ultratop 50 Wallonia)               | 73       |
| Dinamarca (IFPI)                             | 21       |
| Unión Europea (Eurochart Hot 100)            | 26       |
| Francia (SNEP)                               | 35       |
| Alemania (Official German Charts)            | 3        |
| Rumania (Romanian Top 100)                   | 29       |
| Suecia (Sverigetopplistan)                   | 70       |
| Suiza (Schweizer Hitparade)                  | 16       |
| Lista (2001)                                 | Posición |
| Australia (ARIA)                             | 66       |
| Australia (ARIA)                             | 4        |
| Canadá (Nielsen SoundScan)                   | 57       |
| Países Bajos (Dutch Top 40)                  | 45       |
| Países Bajos (Single Top 100)                | 65       |
| Estados Unidos (Mainstream Top 40 Billboard) | 63       |
| Estados Unidos (Rhythmic Top 40 Billboard)   | 90       |

| Lista (2000-2009)                 | Posición |
| --------------------------------- | -------- |
| Alemania (Official German Charts) | 62       |

## Certificaciones
| País        | Certificación | Ventas  |
| ----------- | ------------- | ------- |
| Austria     | Oro           | 25 000  |
| Bélgica     | Oro           | 25 000  |
| Francia     | Plata         | 125 000 |
| Alemania    | Platino       | 500 000 |
| Suecia      | Oro           | 15 000  |
| Suiza       | Oro           | 25 000  |
| Reino Unido | Plata         | 200 000 |

## Historial de lanzamientos
| País                        | Fecha                  | Formato(s)                                                                    | Discográfica | Ref.   |
| --------------------------- | ---------------------- | ----------------------------------------------------------------------------- | ------------ | ------ |
| Alemania                    | 22 de mayo de 2000     | CD                                                                            | King Size    | [ 2 ]  |
| Finlandia                   | 10 de julio de 2000    | CD                                                                            | King Size    | [ 67 ] |
| Suecia                      | 10 de julio de 2000    | CD                                                                            | King Size    | [ 68 ] |
| Reino Unido                 | 6 de noviembre de 2000 | CD, casete                                                                    | RCA          | [ 9 ]  |
| Estados Unidos              | 16 de enero de 2001    | Contemporary hit radio, rhythmic contemporary, hot adult contemporary radio}} | Universal    | [ 12 ] |
| Reino Unido (relanzamiento) | 5 de agosto de 2002    | CD, casete                                                                    | Liberty EMI  | [ 10 ] |

## Versión de R3hab
En 2019, el disc-jockey neerlandés R3hab lanzó una versión titulada «All Around the World (La La La)». La banda fue acreditada en el lanzamiento como A Touch of Class, aunque presenta nuevas voces de un vocalista invitado no acreditado.

### Posicionamiento en listas

#### Semanales
| Lista (2019-2020)                           | Mejor posición |
| ------------------------------------------- | -------------- |
| Austria (Ö3 Austria Top 40)                 | 35             |
| Bélgica (Flandes) (Ultratop 50)             | 11             |
| Bélgica (Valonia) (Ultratip Bubbling Under) | 5              |
| República Checa (Rádio Top 100)             | 30             |
| República Checa (Singles Digitál Top 100)   | 53             |
| Dinamarca (Tracklisten)                     | 26             |
| Finlandia (OFC)                             | 10             |
| Francia (SNEP)                              | 63             |
| Alemania (Offizielle Deutsche Charts)       | 29             |
| Greece International Digital (IFPI Greece)  | 59             |
| Hungría (Dance Top 40)                      | 38             |
| Hungría (Rádiós Top 40)                     | 6              |
| Hungría (Single Top 40)                     | 37             |
| Hungría (Stream Top 40)                     | 27             |
| Irlanda (IRMA)                              | 92             |
| Lituania (AGATA)                            | 28             |
| Países Bajos (Dutch Top 40)                 | 6              |
| Países Bajos (Mega Single Top 100)          | 18             |
| Noruega (VG-lista)                          | 31             |
| Polonia (Polish Airplay Top 100)            | 74             |
| Rumania (Airplay 100)                       | 20             |
| Eslovaquia (Singles Digitál Top 100)        | 43             |
| Eslovenia (SloTop50)                        | 35             |
| Suecia (Sverigetopplistan)                  | 47             |
| Suiza (Schweizer Hitparade)                 | 39             |
| Estados Unidos (Hot Dance/Electronic Songs) | 20             |

#### Fin de año
| Lista (2019)                              | Posición |
| ----------------------------------------- | -------- |
| Bélgica (Ultratop 50 Flanders)            | 48       |
| Dinamarca (Tracklisten)                   | 78       |
| Alemania (Official German Charts)         | 67       |
| Países Bajos (Dutch Top 40)               | 44       |
| Países Bajos (Single Top 100)             | 49       |
| Rumania (Airplay 100)                     | 93       |
| Suiza (Schweizer Hitparade)               | 98       |
| US Hot Dance/Electronic Songs (Billboard) | 59       |

| Lista (2020)            | Posición |
| ----------------------- | -------- |
| Hungría (Rádiós Top 40) | 25       |

### Certificaciones
| País           | Certificación | Ventas  |
| -------------- | ------------- | ------- |
| Austria        | 2× Platino    | 60 000  |
| Bélgica        | Oro           | 20 000  |
| Brasil         | 2× Platino    | 80 000  |
| Dinamarca      | Platino       | 90 000  |
| Francia        | Platino       | 200 000 |
| Alemania       | Platino       | 400 000 |
| Italia         | Platino       | 70 000  |
| México         | Platino       | 60 000  |
| Países Bajos   | Platino       | 80 000  |
| Polonia        | Platino       | 20 000  |
| Portugal       | Oro           | 5 000   |
| España         | Oro           | 30 000  |
| Suiza          | Platino       | 20 000  |
| Reino Unido    | Plata         | 200 000 |
| Estados Unidos | Oro           | 500 000 |
| Suecia         | 2× Platino    | 16 000  |

## Otras versiones
En 2007, la canción fue lanzada con nueva letra como «Magic Melody» por el grupo de pop alemán BeFour. En 2011, el rapero estadounidense Kid Ink utilizó «Around the World» para su sencillo «Fast Lane». «Sing La La La», una interpolación de la canción, fue lanzada por la cantante colombo-italiana Carolina Márquez junto a Flo Rida y Dale Saunders en 2013. Una versión de la canción se utilizó en un comercial de televisión de General Electric en los Estados Unidos en febrero de 2002 durante los Juegos Olímpicos de Salt Lake City 2002. En 2018, Alex Christensen, junto con Melanie C y la Orquesta de Berlín, hicieron una versión orquestal de la canción que se incluyó en el álbum de Christensen titulado Classical '90s Dance 2. La cantante estadounidense Ava Max interpoló la canción en su sencillo de 2020 «My Head & My Heart», en el que los miembros de ATC la elogiaron por reconocer su canción. En 2021, el rapero estadounidense Pitbull interpoló «Around the World» con el DJ cubano IAMCHINO para su sencillo «Discoteca». Al año siguiente, interpretaron la canción con el productor estadounidense Deorro en los premios Lo Nuestro.